# Sih
Sih  est une localité du Cameroun située dans le département du Donga-Mantung et la Région du Nord-Ouest, à proximité de la frontière avec le Nigeria. Elle fait partie de la commune de Nwa et du canton de Yamba.

## Population
En 1970 la localité comptait 110 habitants, des Yamba.
Lors du recensement de 2005, 1 757 habitants y ont été dénombrés.